# Даниил (Мусатов)
Архимандрит Даниил (в миру Димитрий Михайлович Мусатов; 1810, Орловская губерния — 17 (29) июня 1855) — архимандрит Русской православной церкви, ректор Екатеринославской духовной семинарии.

## Биография
Сын священника Орловской епархии. По окончании курса в Нижегородской Духовной семинарии (не Орловской, как указано в большинстве источников, так как в указано иное, а в имеется всего один выпускник с такими именем и фамилией, и то окончивший после смерти архимандрита), как один из лучших её воспитанников, в 1831 году поступил в Санкт-Петербургскую духовную академию.
Примерное поведение молодого студента, и его отличные успехи были причиной того, что в 1835 году прямо с академической скамьи, 25-летний юноша, возведённый в степень магистра богословия, был назначен в Калужскую Духовную семинарию инспектором и профессором философских наук. Читая своим питомцам уроки внешней философии, молодой наставник в то же время жаждал найти и себе наставника — в христианском любомудрии, что привело его в Оптину Пустынь. Близкое духовное общение с этими подвижниками имело самое решительное влияние на всю его последующую жизнь и деятельность. Со старцем Макарием (Ивановым) он вёл постоянную переписку, был духовным сыном, учеником и другом игумена Антония (Путилова).
Несмотря на свою склонность к духовной жизни, он, следуя наставлению святых Отцов, не спешил принимать иноческий образ, желая лучше испытать себя. Только 1 декабря 1840 года на 31-м году своей жизни, был пострижен в сонашество с именем Даниил, и вслед за тем, 6 декабря, рукоположен в иеродиакона, а 8 декабря и в иеромонаха.
К этому периоду его жизни относится большая часть его проповедей. Семинарское начальство в то же время поручило ему преподавать воспитанникам Семинарии катехизическое учение по воскресным и праздничным дням, а через два года, 6 октября 1842 года, он был перемещён на класс Священного Писания и соединённых с ним предметов.
B бытность свою в Калуге инспектором Духовной семинарии, o. Даниил нередко, в свободное время, с посохом странника посещал особенно любимые им обители — Оптину Пустынь, Малоярославецкий Черноостровский монастырь и другие.
20 сентября 1843 года он был уволен, согласно его прошению, от многозаботливой должности инспектора Калужской Духовной семинарии. Неизвестно, что побудило его отказаться от этой должности, но можно с большой степенью вероятности предполагать, что обязанности инспектора были слишком тяжелы для инока-подвижника, отличавшегося притом, по свидетельству его формуляра, «добротою сердца». Усердное прохождение возложенных на него должностей не было оставлено без внимания и со стороны начальства: 28 мая 1839 года через академическое правление ему была изъявлена благодарность Святейшего Синода: в 1842 — он награждён набедренником, а в 1846 году, император Николай I пожаловал ему золотой наперсный крест. Этот знак внимания со стороны монарха он принял как напоминание о подвиге терпения, и возложение его на перси — как побуждение любить «от всего сердца Распятую за нас Любовь».
В 1847 году о. Даниил должен был оставить Калугу, столь любезную его сердцу по близости к ней Оптиной Пустыни, где жили его духовные наставники и руководители. 31 октября последовало назначение его в Киевскую Духовную академию экстраординарным профессором богословских наук.
В 1850 году назначен инспектором академии, определен членом цензурного комитета, состоящего при этой академии, и вслед за тем, в том же году, 30 октября, возведён в сан архимандрита митрополитом Киевским и Галицким Филаретом.
За ревностное исполнение возложенных на него обязанностей в 1851 года ему было преподано благословение Святейшего Синода.
В 1852 году он был назначен ректором Екатеринославской духовной семинарии.
Скончался 17 июня 1855 году, внезапно заболев холерой, на 45 году от рождения.
Следуя обету вольной нищеты, он не оставил после себя никакого имущества, и был похоронен за счет глубоко чтивших его товарищей и учеников, а семинарский комиссар, бедный вольноотпущенный, поставил деревянный крест на могиле своего нестяжательного начальника.